# Vienna Vikings 2013
Questa voce raccoglie le informazioni riguardanti i Vienna Vikings nelle competizioni ufficiali della stagione 2013.

## Maschile

### Prima squadra

#### Austrian Football League 2013

##### Stagione regolare
| 24 marzo 2013, ore 15:00 CET 1ª giornata | Vienna Vikings | 31 – 14 (10-0 14-0 0-7 7-7) | Prague Black Panthers | (2800 spett.) |

| 13 aprile 2013, ore 14:30 CEST 4ª giornata | Tirol Raiders | 13 – 48 (6-14 0-27 0-7 7-0) | Vienna Vikings | (3900 spett.) |

| 21 aprile 2013, ore 15:00 CEST 5ª giornata | Vienna Vikings | 27 – 12 (6-0 7-0 0-6 14-6) | Danube Dragons | (3600 spett.) |

| 28 aprile 2013, ore 14:00 CEST Recupero 2ª giornata | AFC Rangers Mödling | 7 – 57 (7-21 0-14 0-6 0-16) | Vienna Vikings | (1400 spett.) |

| 5 maggio 2013, ore 15:00 CEST 6ª giornata | Vienna Vikings | 24 – 20 (7-6 0-7 10-0 7-7) | Graz Giants | (3000 spett.) |

| 12 maggio 2013, ore 14:30 CEST 7ª giornata | Danube Dragons | 35 – 62 (7-21 0-27 7-7 21-0) | Vienna Vikings | (2200 spett.) |

| 17 maggio 2013, ore 18:00 CEST 8ª giornata | Vienna Vikings | 58 – 7 (7-0 21-0 16-0 14-7) | AFC Rangers Mödling | (1550 spett.) |

| 8 giugno 2013, ore 15:00 CEST 9ª giornata | Prague Black Panthers | 23 – 48 (6-14 0-21 3-6 14-7) | Vienna Vikings | (150 spett.) |

| 23 giugno 2013, ore 15:00 CEST 10ª giornata | Vienna Vikings | 24 – 6 (14-0 3-6 0-0 7-0) | Tirol Raiders |  |

| 29 giugno 2013, ore 20:30 CEST 11ª giornata | Graz Giants | 27 – 41 (0-21 13-14 0-6 14-0) | Vienna Vikings | (3000 spett.) |

##### Playoff
| 14 luglio 2013, ore 15:00 CEST Semifinale | Vienna Vikings | 35 – 15 (14-0 14-7 7-0 0-8) | Danube Dragons | (3100 spett.) |

| Arbitri: | T. Kuntschik D. Muellner T. Hofbauer H.C. Albrecht R. Berger W. Edelmueller W. Windsteig |

| |           | |
| Thaller 5':55" Q1 (TD) 6yd pass from Gross Daum Q1 (pat) Stanzel 11':10" Q2 (TD) 6yd pass from Gross Daum Q2 (pat) Thaller 0':07" Q2 (TD) 5yd pass from Gross Daum Q2 (pat) Lewis 10':24" Q3 (TD) 2yd run Daum Q3 (pat) Holzinger 4':27" Q3 (TD) 29yd pass from Gross Daum Q3 (pat) Lewis 2':21" Q4 (TD) 31yd run Vertneg 1':09" Q4 (TD) 4yd pass from Gross Daum Q4 (pat) | Marcatori | Hofbauer 9':51" Q2 (TD) 68yd run Erlsbacher Q2 (pat) Wise 4':26" Q2 (TD) 10yd run Erlsbacher Q2 (pat) Erlsbacher 0':08" Q3 (FG) 38yd Hofbauer 7':38" Q4 (TD) 8yd run Erlsbacher Q4 (pat) Ebner 0':00" Q4 (TD) 8yd pass from Callahan Erlsbacher Q4 (pat) |

#### European Football League 2013

##### Playoff
| Vienna 26 maggio 2013, ore 15:00 CEST Quarti di finale | Vienna Vikings | 62 – 3 (7-0 20-0 28-3 7-0) referto | Søllerød Gold Diggers | Hohe Warte Stadion (2120 spett.) |

| Vienna 16 giugno 2013, ore 15:00 CEST Semifinale | Vienna Vikings | 41 – 17 (7-7 17-3 14-0 3-7) referto | Berlin Adler | Hohe Warte Stadion (3300 spett.) |

| Innsbruck 6 luglio 2013, ore 20:45 CEST Eurobowl | Tirol Raiders                                                                     | 14 – 37 (0-7 0-16 14-7 0-7) referto | Vienna Vikings | Tivoli-Neu Stadion (8000 spett.)\| Arbitri: \| M. Tschurer J. Siebmanns M. Schwieger T. Fonseca R. Miras A. Rivers S. Degruijter \| |
| Arbitri:                                         | M. Tschurer J. Siebmanns M. Schwieger T. Fonseca R. Miras A. Rivers S. Degruijter |                                     |                | |

#### Statistiche di squadra
| Competizione            | %Vittorie | In casa | In casa | In casa | In casa | In casa | In casa | In trasferta | In trasferta | In trasferta | In trasferta | In trasferta | In trasferta | Totale | Totale | Totale | Totale | Totale | Totale |
| Competizione            | %Vittorie | G       | V       | N       | P       | Pf      | Ps      | G            | V            | N            | P            | Pf           | Ps           | G      | V      | N      | P      | Pf     | Ps     |
| ----------------------- | --------- | ------- | ------- | ------- | ------- | ------- | ------- | ------------ | ------------ | ------------ | ------------ | ------------ | ------------ | ------ | ------ | ------ | ------ | ------ | ------ |
| AFL - Stagione regolare | 1.000     | 5       | 5       | 0       | 0       | 164     | 59      | 5            | 5            | 0            | 0            | 256          | 105          | 10     | 10     | 0      | 0      | 420    | 164    |
| AFL - Playoff           | 1.000     | 2       | 2       | 0       | 0       | 83      | 46      | 0            | 0            | 0            | 0            | 0            | 0            | 2      | 2      | 0      | 0      | 83     | 46     |
| EFL - Playoff           | 1.000     | 2       | 2       | 0       | 0       | 103     | 20      | 1            | 1            | 0            | 0            | 37           | 14           | 3      | 3      | 0      | 0      | 140    | 34     |
| Totale                  | 1.000     | 9       | 9       | 0       | 0       | 350     | 125     | 6            | 6            | 0            | 0            | 293          | 119          | 15     | 15     | 0      | 0      | 643    | 244    |

### Seconda squadra

#### AFL - Division I 2013

##### Stagione regolare
| 1º aprile 2013 1ª giornata | Vienna Vikings 2 | 24 – 14 (0-0 10-7 7-0 7-7) | Carinthian Lions | (100 spett.) |

| 7 aprile 2013 2ª giornata | Vienna Vikings 2 | 17 – 13 (0-0 7-6 10-0 0-7) | Salzburg Bulls | (200 spett.) |

| 20 aprile 2013 4ª giornata | Vienna Vikings 2 | 56 – 16 (28-9 21-7 7-0 0-0) | Tirol Raiders JV |  |

| 27 aprile 2013 5ª giornata | Tirol Raiders JV | 30 – 69 (7-7 23-14 0-28 0-20) | Vienna Vikings 2 |  |

| 12 maggio 2013 7ª giornata | Cineplexx Blue Devils | 54 – 18 (13-0 15-12 12-6 14-0) | Vienna Vikings 2 |  |

| 18 maggio 2013 8ª giornata | Vienna Vikings 2 | 23 – 48 (13-15 0-12 10-21 0-0) | Vienna Knights | (500 spett.) |

| 25 maggio 2013 9ª giornata | Carinthian Lions | 21 – 33 (0-13 7-0 7-7 7-13) | Vienna Vikings 2 |  |

| 9 giugno 2013 10ª giornata | Salzburg Bulls | 0 – 47 (0-19 0-21 0-0 0-7) | Vienna Vikings 2 |  |

##### Playoff
| 24 giugno 2013 Semifinale | Vienna Vikings 2 | 32 – 6 | Vienna Knights |  |

| Hohenems 7 luglio 2013 Silver Bowl | Cineplexx Blue Devils | 49 – 48 (14-7 6-14 14-0 15-27) | Vienna Vikings 2 | Stadion Herrenried (945 spett.) |

#### Statistiche di squadra
| Competizione      | %Vittorie | In casa | In casa | In casa | In casa | In casa | In casa | In trasferta | In trasferta | In trasferta | In trasferta | In trasferta | In trasferta | Totale | Totale | Totale | Totale | Totale | Totale |
| Competizione      | %Vittorie | G       | V       | N       | P       | Pf      | Ps      | G            | V            | N            | P            | Pf           | Ps           | G      | V      | N      | P      | Pf     | Ps     |
| ----------------- | --------- | ------- | ------- | ------- | ------- | ------- | ------- | ------------ | ------------ | ------------ | ------------ | ------------ | ------------ | ------ | ------ | ------ | ------ | ------ | ------ |
| Stagione regolare | .750      | 4       | 3       | 0       | 1       | 120     | 91      | 4            | 3            | 0            | 1            | 167          | 105          | 8      | 6      | 0      | 2      | 287    | 196    |
| Playoff           | .500      | 1       | 1       | 0       | 0       | 32      | 6       | 1            | 0            | 0            | 1            | 48           | 49           | 2      | 1      | 0      | 1      | 80     | 55     |
| Totale            | .700      | 5       | 4       | 0       | 1       | 152     | 97      | 5            | 3            | 0            | 2            | 215          | 154          | 10     | 7      | 0      | 3      | 367    | 251    |

## Femminile

### AFL - Division Ladies 2013

#### Stagione regolare
| 14 aprile 2013 1ª giornata | Vienna Vikings Ladies | 35 – 0 | Budapest Wolves Ladies |  |

| 26 maggio 2013 3ª giornata | Budapest Wolves Ladies | 0 – 56 | Vienna Vikings Ladies |  |

| 7 settembre 2013 6ª giornata | Danube Dragons Ladies | 6 – 21 | Vienna Vikings Ladies |  |

| 21 settembre 2013 8ª giornata | Vienna Vikings Ladies | 81 – 0 | Schwaz Hammers Ladies |  |

#### Playoff
| 12 ottobre 2013 Ladies Bowl | Vienna Vikings Ladies | 50 – 0 (21-0 20-0 9-0 0-0) | Danube Dragons Ladies |  |

### Statistiche di squadra
| Competizione      | %Vittorie | In casa | In casa | In casa | In casa | In casa | In casa | In trasferta | In trasferta | In trasferta | In trasferta | In trasferta | In trasferta | Totale | Totale | Totale | Totale | Totale | Totale |
| Competizione      | %Vittorie | G       | V       | N       | P       | Pf      | Ps      | G            | V            | N            | P            | Pf           | Ps           | G      | V      | N      | P      | Pf     | Ps     |
| ----------------- | --------- | ------- | ------- | ------- | ------- | ------- | ------- | ------------ | ------------ | ------------ | ------------ | ------------ | ------------ | ------ | ------ | ------ | ------ | ------ | ------ |
| Stagione regolare | 1.000     | 2       | 2       | 0       | 0       | 116     | 0       | 2            | 2            | 0            | 0            | 77           | 6            | 4      | 4      | 0      | 0      | 193    | 6      |
| Playoff           | 1.000     | 1       | 1       | 0       | 0       | 50      | 0       | 0            | 0            | 0            | 0            | 0            | 0            | 1      | 1      | 0      | 0      | 50     | 0      |
| Totale            | 1.000     | 3       | 3       | 0       | 0       | 166     | 0       | 2            | 2            | 0            | 0            | 77           | 6            | 5      | 5      | 0      | 0      | 243    | 6      |